# Jessica Learmonth
Jessica Louise „Jess” Learmonth (ur. 18 kwietnia 1988 w Leeds) – brytyjska triathlonistka, mistrzyni olimpijska, trzykrotna medalistka mistrzostw Europy.
Wystąpiła podczas igrzysk olimpijskich w Tokio – wzięła udział w dwóch konkurencjach triathlonowych – zajęła dziewiąte miejsce w zawodach indywidualnych oraz zdobyła złoty medal olimpijski w sztafecie mieszanej (wraz z nią brytyjską sztafetę stanowili: Jonathan Brownlee, Georgia Taylor-Brown, i Alex Yee).
Trzykrotnie zdobyła medale mistrzostw Europy – w 2016 roku srebrny w sprincie, a w 2017 i 2018 roku złoty i srebrny na dystansie olimpijskim. W 2018 roku zdobyła dwa srebrne medale igrzysk Wspólnoty Narodów – indywidualnie i w sztafecie mieszanej.